# HD33875
HD33875 — хімічно пекулярна зоря спектрального класу A1, що має видиму зоряну величину в смузі V приблизно  6,3.
Вона  розташована на відстані близько 423,6 світлових років від Сонця.